# Condado de Putnam (Indiana)
O Condado de Putnam é um dos 92 condados do estado americano de Indiana. A sede do condado é Greencastle, e sua maior cidade é Greencastle. O condado possui uma área de 1 250 km² (dos quais 6 km² estão cobertos por água), uma população de 36 019 habitantes, e uma densidade populacional de 29 hab/km² (segundo o censo nacional de 2000). O condado foi fundado em 1822.